# Ілицький хмарочос
Ілицький хмарочос (хорв. Ilički neboder), відомий і як Ілиця, 1 (хорв. Ilica 1), Хмарочос на Ілиці (хорв. Neboder u Ilici), або просто Хмарочос (хорв. Neboder) —висотний будинок у столиці Хорватії Загребі, в районі Нижнє місто, перший діловий хмарочос в історії Хорватії.
Розташований на центральному майдані міста — площі бана Єлачича, за адресою: Ілиця, 1. 

## Будівництво
Будівництво розпочалося 1957 року і тривало один рік. Головними архітекторами проєкту були Слободан Йовичич, Йосип Хітіл, Іван Жулєвич, а головними інвесторами були фірми «Končar» i «Ferimport». Ілицький хмарочос був першою будівлею у тогочасній Югославії, яка мала алюмінієвий фасад. Виробником алюмінієвих пластин було авіабудівне підприємство «Утва» із сербського міста Панчево. Хмарочос відкрив 22 серпня 1959 тодішній міський голова Загреба Вечеслав Холєвац. Окрім того, що будинок вирізнявся своїм фасадом, він уславився ще й як перший у Югославії висотний діловий центр. 2007 року фасад оновлено шляхом встановлення пластин із темного скла.

## Основні характеристики
Ілицький хмарочос заввишки 70 м і налічує 17 поверхів. На низу хмарочоса торгівельні приміщення, а на верхніх поверхах — офісні площі. Останній поверх призначений служити оглядовим майданчиком і відкритий для громадськості. Загальна площа становить 5600 квадратних метрів.

## Цікавинки
29 листопада 1970, на югославське свято День Республіки, політична активістка Джульєн Бушич, дружина хорватського борця за незалежність Звонка Бушича, з висоти цього хмарочоса розкидала листівки, які закликали до незалежності Хорватії від Югославії . Їй допомагала одна її приятелька. Пізніше їх обох схопили.